# Megacunami
A megacunami informális (tehát nem tudományosan definiált) kifejezés az olyan cunami jelölésére, amely az átlagosnál nagyobb, kezdő hullámának amplitúdója tíz, száz vagy akár ezer méterekben mérhető.
Lehetséges okozója olyan becsapódás, földcsuszamlás vagy vulkánkitörés,  amelynek során a víztömeg nem tud minden irányban szétterjedni. Az ismert megacunamik mind partközelből indultak, vagy mély, szűk öblökből. Az óriási hullámot az okozta, hogy nagyon nagy mennyiségű víz szorult ki szűk helyről nagyon rövid idő alatt.
A kifejezést a média vezette be, a geológusok általában nem használják (vagy legfeljebb „úgynevezett megacunami” formában).

## Felfedezése
A megacunamik létezését először Alaszkában kőolaj után kutató geológusok feltételezték. Észrevették, hogy a Lituya-öböl partvonalától csak egy bizonyos távolságon kívül találhatók öreg fák, ezen a vonalon belül csak fiatalabbak.
Ez a jelenség nem ismeretlen, a valamikori gleccserek előrenyomulása, illetve visszahúzódása okozta kivehető határnyomot a geológusok, gleccserkutatók és erdészeti munkások borotvavonal néven ismerik. A Lituya-öbölnél azonban valami egészen más történt. A borotvavonal közelében, de felette vett faminták a tenger felőli oldalukon feltűnő sérüléseket mutattak, a borotvavonal alatti, fiatalabb fák azonban nem. A tudósok egyetlen magyarázatot tudtak: a mély fjord felől valamikor óriási hullám vagy hullámok söpörtek végig a partvonalon.
A meredek oldalú fjord alatt jelentős geológia törés húzódik, így a hely különösen alkalmas arra, hogy földcsuszamlás okozta cunamik keletkezzenek itt. A tudósok azonban nem tudtak rájönni arra, hogy pontosan mi történt, ami a feltételezett szökőárt okozhatta.
A természet rövid idő múltán maga szolgáltatott bizonyítékot az elméletre. 1958. július 9-én a Richter-skálán 7,7-es erősségű földrengés sújtotta a Lituya-öblöt és nagy mennyiségű szikla és jég hullott a fjordba. A szinte szabadesésben a vízbe csapódó tömeg mintegy 524 méter magasságba lökte fel az öböl vizét, 333 méter kezdő magasságú hullámot lökve végig az öblön, amely az öbölbejáratnál lévő alacsony dombokon át is csapott. Howard Ulrich és fia, ifjabb Howard épp az öbölben voltak halászcsónakjukon, amikor meglátták a hullámot. Sikerült a tetejére kerülniük, elképesztő szerencsével túlélték a megacunamit és arról számoltak be, hogy a hullám a fák fölé repítette a csónakjukat.

## Külső hivatkozások
- Mader, Charles L. Mega-Tsunamis Description of the Lituya Bay event.
- Ward, S.N. and Day, S. 2001. Cumbre Vieja Volcano — Potential collapse and tsunami at La Palma, Canary Islands.  Online version in Adobe PDF format.
- Benfield Hazard Research Centre
- Science of Tsunami Hazards A more skeptical view from The Tsunami Society.
- BBC — Mega-tsunami: Wave of Destruction BBC Two program broadcast 12 October 2000
- La Palma threat "over-hyped" Archiválva 2017. március 24-i dátummal a Wayback Machine-ben, BBC News, 2004-10-29